# Berta Serrahima Castellà
Berta Serrahima Castellà (Barcelona?, 2002) és una jugadora d'hoquei sobre herba catalana.
Membre de la nissaga dels Serrahima, es formà al Júnior Futbol Club amb el qual debutà en competicions estatals la temporada 2020-21. Aquella mateixa temporada guanyà la Copa de la Reina, essent escollida MVP de la final, i aconseguí la medalla de bronze a l'Euro Hockey League. Es proclamà campiona de Lliga femenina la temporada 2022-23 amb el club cugatenc, la primera de l'entitat. Internacional amb la selecció espanyola sub-21, disputà el Campionat del Món sub-21 de 2021 i el d'Europa de 2022.

## Palmarès
- 1 Lliga espanyola d'hoquei sobre herba femenina: 2022-23
- 1 Copa espanyola d'hoquei sobre herba femenina: 2021
- 2 Campionats de Catalunya d'hoquei sobre herba femení: 2020-21, 2021-22